# Supercoppa europea 1999 (pallavolo maschile)
La Supercoppa europea di pallavolo maschile 1999 si è svolta dal 23 al 24 ottobre 1999 a Cannes, in Francia: al torneo hanno partecipato 4 squadre di club europee e la vittoria finale è andata per la seconda volta alla Sisley Volley.

## Regolamento
Le squadre hanno disputato semifinali e finale.

## Torneo

### Tabellone
|  | Semifinali | Semifinali | Semifinali |         |   | Finale  | Finale | Finale |  |
|  |            |            |            |         |   |         |        |        |  |
|  | Treviso    | Treviso    | 3          |         |   |         |        |        |  |
|  | Treviso    | Treviso    | 3          |         |   |         |        |        |  |
|  | Palermo    | Palermo    | 1          |         |   |         |        |        |  |
|  | Palermo    | Palermo    | 1          |         | 1 | Treviso | 3      |        |  |
|  |            |            |            |         | 1 | Treviso | 3      |        |  |
|  |            |            | 3          | Maaseik | 0 |         |        |        |  |
|  | Maaseik    | Maaseik    | 3          | Maaseik | 0 | 3       |        |        |  |
|  | Maaseik    | Maaseik    |            |         |   |         |        |        |  |
|  | Cannes     | Cannes     | 1          |         |   |         |        |        |  |

### Risultati

#### Semifinali
| 23 ottobre 1999 - ore 18:00 Palais des Victoires, Cannes | Treviso | 3 - 1 | Palermo | 25-17, 27-25, 24-26, 25-23 |
| 23 ottobre 1999 - ore 21:00 Palais des Victoires, Cannes | Maaseik | 3 - 1 | Cannes  | 25-21, 17-25, 25-22, 25-21 |

#### Finale
| 24 ottobre 1999 - ore Palais des Victoires, Cannes | Treviso | 3 - 0 | Maaseik | 25-23, 25-15, 25-18 |